# Patay

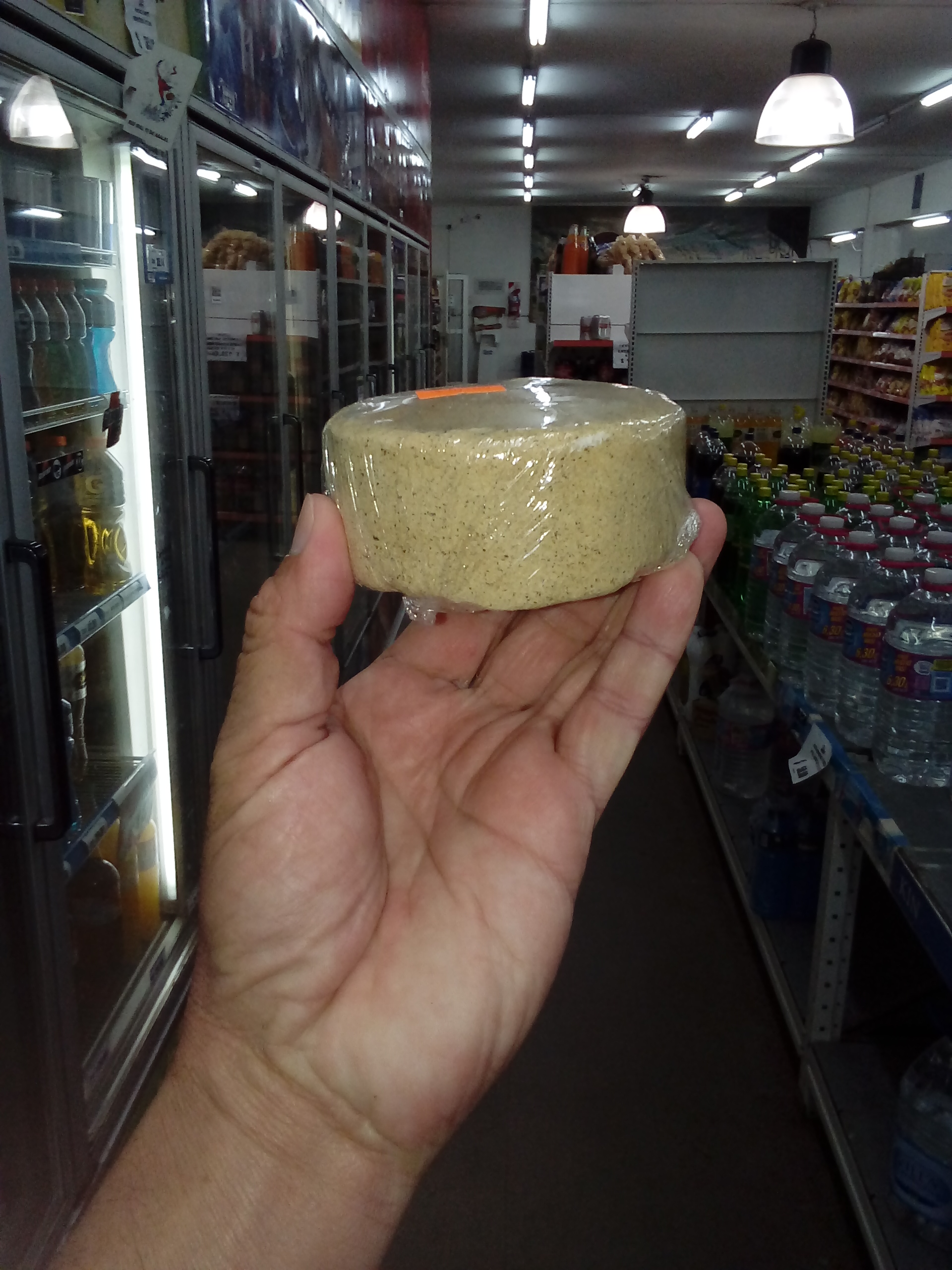
Pieza de patay a la venta en un supermercado de Chamical, Argentina.

El Patay es una especie de torta realizada con harina de algarrobo blanco típica de Paraguay y del centro y norte de Argentina. Era consumido por los pueblos originarios de Chile, quienes tuvieron contacto con los incas, diaguitas, atacameños y kollas.
El patay cumplió las funciones de ser una especie de "pan" en la dieta de pueblos aborígenes como los paziocas (diaguitas), huarpes, calchaquíes, comechingones, sanavirones, entre otros. En la actualidad es un alimento típico de la población mestiza del interior argentino, especialmente en el norte de Cuyo y el noroeste del país.

## Preparación
Las vainas ("chauchas" o "algarrobas") de los algarrobos criollos son dejadas secar al sol durante unos días (aproximadamente una semana). Cuando están lo suficientemente secas se muelen hasta obtener harina; se mezcla tal harina con agua en las proporciones suficientes como para obtener una masa, luego se coloca esta masa en una horma llamada popularmente, por su forma, "aro". Se deja secar la masa estacionada durante dos o tres días en un sitio bien seco y limpio, tras esto el alimento está listo para ser consumido.